# 丹东蒲公英
丹东蒲公英（学名：Taraxacum antungense）是菊科蒲公英属的植物，是中国的特有植物。分布在中国大陆的辽宁等地，生长于海拔15米的地区，多生长于低海拔山坡杂草地，目前尚未由人工引种栽培。